# Llista de monuments de Campos
Llista de monuments de Campos catalogats pel consell insular de Mallorca com a Béns d'Interès Cultural en la categoria de monuments pel seu interès històric, artístic, arquitectònic, arqueològic, històric-industrial, etnològic, social, científic o tècnic.
| Monument                                                                 | Tipus                | Localització                                              | Coordenades                                          | Codi?         | Imatge |
| ------------------------------------------------------------------------ | -------------------- | --------------------------------------------------------- | ---------------------------------------------------- | ------------- | --- |
| Església i Convent de Sant Francesc de Paula / Antic Convent dels Mínims | Edif. religiosos     | Campos Carrer Convent                                     | 39° 25′ 49″ N, 3° 01′ 11″ E / 39.430238°N,3.019745°E | RI-51-0011554 | Església i Convent de Sant Francesc de Paula / Antic Convent dels Mínims (Campos) · Vegeu més fotos d'aquest monument · Carregueu una nova foto d'aquest monument |
| Creu de Sa Parada                                                        | Creus de terme       | Campos                                                    | 39° 26′ 11″ N, 3° 00′ 58″ E / 39.436427°N,3.015987°E | RI-51-0010271 | Creu de sa Parada (Campos) · Modifica el valor a Wikidata · Carregueu una nova foto d'aquest monument                                                             |
| Creu d'en Palleta                                                        | Creus de terme       | Campos Carrer de Santanyí amb el carrer de sa Síquia      | 39° 25′ 43″ N, 3° 01′ 15″ E / 39.428521°N,3.0208°E   | RI-51-0010272 | Creu d'en Noreta (Campos) · Vegeu més fotos d'aquest monument · Carregueu una nova foto d'aquest monument                                                         |
| Creu des Pou Nou                                                         | Creus de terme       | Campos Plaça de Mateu Prohens                             | 39° 25′ 54″ N, 3° 01′ 19″ E / 39.431667°N,3.021944°E | RI-51-0010273 | Creu des Pou Nou (Campos) · Vegeu més fotos d'aquest monument · Carregueu una nova foto d'aquest monument                                                         |
| Creu d'en Valero                                                         | Creus de terme       | Campos Carrer del Palmer                                  | 39° 25′ 37″ N, 3° 01′ 19″ E / 39.426921°N,3.021938°E | RI-51-0010274 | Creu d'en Valero (Campos) · Vegeu més fotos d'aquest monument · Carregueu una nova foto d'aquest monument                                                         |
| Creu d'en Verdera                                                        | Creus de terme       | Campos Carrer de sa Ràpita amb el carrer de ses Estrelles | 39° 25′ 53″ N, 3° 00′ 57″ E / 39.43132°N,3.015708°E  | RI-51-0010275 | Creu d'en Verdera (Campos) · Vegeu més fotos d'aquest monument · Carregueu una nova foto d'aquest monument                                                        |
| Creu de Sant Blai                                                        | Creus de terme       | Campos Carretera de Campos a la Colònia de Sant Jordi     | 39° 24′ 35″ N, 3° 01′ 42″ E / 39.409622°N,3.02821°E  | RI-51-0010276 | Creu de Sant Blai (Campos) · Vegeu més fotos d'aquest monument · Carregueu una nova foto d'aquest monument                                                        |
| El Palmer                                                                | Arq. defensiva       | Campos                                                    | 39° 23′ 04″ N, 3° 00′ 57″ E / 39.3844°N,3.01583°E    | RI-51-0008376 | Carregueu una nova foto d'aquest monument |
| Atalaia de sa Ràpita                                                     | Arq. defensiva       | Campos Sa Ràpita                                          | 39° 21′ 45″ N, 2° 57′ 12″ E / 39.362514°N,2.953302°E | RI-51-0008377 | Atalaia de sa Ràpita (Campos) · Vegeu més fotos d'aquest monument · Carregueu una nova foto d'aquest monument                                                     |
| Son Catlar                                                               | Arq. defensiva       | Campos Carretera de Campos a sa Ràpita                    | 39° 23′ 34″ N, 2° 58′ 40″ E / 39.392873°N,2.977793°E | RI-51-0008378 | Son Catlar (Campos) · Vegeu més fotos d'aquest monument · Carregueu una nova foto d'aquest monument                                                               |
| Son Cosmet                                                               | Arq. defensiva       | Campos                                                    | 39° 25′ 25″ N, 2° 59′ 50″ E / 39.423567°N,2.997159°E | RI-51-0008379 | Carregueu una nova foto d'aquest monument |
| Sos Julians                                                              | Arq. defensiva       | Campos                                                    | 39° 22′ 31″ N, 3° 01′ 18″ E / 39.37528°N,3.02167°E   | RI-51-0008380 | Carregueu una nova foto d'aquest monument |
| Son Lledó                                                                | Arq. defensiva       | Campos                                                    | 39° 24′ 03″ N, 3° 00′ 32″ E / 39.40095°N,3.008819°E  | RI-51-0008381 | Carregueu una nova foto d'aquest monument |
| Son Lledonet                                                             | Arq. defensiva       | Campos                                                    | 39° 23′ 56″ N, 2° 59′ 27″ E / 39.398984°N,2.990839°E | RI-51-0008382 | Carregueu una nova foto d'aquest monument |
| Torre d'en Catlar                                                        | Arq. defensiva       | Campos Carretera de Campos a sa Ràpita                    | 39° 23′ 32″ N, 2° 58′ 39″ E / 39.392315°N,2.977501°E | RI-51-0008383 | Torre d'en Catlar (Campos) · Vegeu més fotos d'aquest monument · Carregueu una nova foto d'aquest monument                                                        |
| Can Dameto                                                               | Arq. defensiva       | Campos Carrer de Santanyí                                 | 39° 25′ 48″ N, 3° 01′ 12″ E / 39.430045°N,3.020004°E | RI-51-0008384 | Can Dameto (Campos) · Carregueu una nova foto d'aquest monument                                                                                                   |
| Serra                                                                    | Arq. defensiva       | Campos                                                    | 39° 22′ 33″ N, 3° 01′ 30″ E / 39.375945°N,3.024971°E | RI-51-0008385 | Carregueu una nova foto d'aquest monument |
| Ajuntament de Campos                                                     | Arq. defensiva       | Campos Plaça Major, 1                                     | 39° 25′ 51″ N, 3° 01′ 11″ E / 39.430749°N,3.019588°E | RI-51-0008386 | Can Cos / Ajuntament de Campos (Campos) · Vegeu més fotos d'aquest monument · Carregueu una nova foto d'aquest monument                                           |
| Necròpolis de s'Alqueria Fosca / Can Gallego                             | Monument arqueològic | Campos                                                    |                                                      | RI-51-0001883 | Carregueu una nova foto d'aquest monument |
| Cova de s'Alqueria Fosca / Sa Pleta                                      | Monument arqueològic | Campos                                                    | 39° 24′ 15″ N, 3° 01′ 16″ E / 39.404291°N,3.020988°E | RI-51-0001884 | Carregueu una nova foto d'aquest monument |
| Cova de s'Alqueria Fosca / Ses Talaies                                   | Monument arqueològic | Campos                                                    | 39° 24′ 34″ N, 3° 01′ 02″ E / 39.409518°N,3.017156°E | RI-51-0001885 | Carregueu una nova foto d'aquest monument |
| Cova de s'Alqueria Fosca / Ses Barreres                                  | Monument arqueològic | Campos                                                    | 39° 25′ 39″ N, 2° 59′ 14″ E / 39.427540°N,2.987301°E | RI-51-0001886 | Carregueu una nova foto d'aquest monument |
| Cova de s'Alqueria Fosca / Pleta d'en Tabaquer                           | Monument arqueològic | Campos                                                    | 39° 26′ 00″ N, 2° 58′ 45″ E / 39.433306°N,2.979166°E | RI-51-0001887 | Carregueu una nova foto d'aquest monument |
| Cova de s'Alqueria Fosca / Can Gralla                                    | Monument arqueològic | Campos                                                    |                                                      | RI-51-0001888 | Carregueu una nova foto d'aquest monument |
| Resta prehistòrica de Can Castellà                                       | Monument arqueològic | Campos                                                    | 39° 24′ 27″ N, 2° 59′ 11″ E / 39.407523°N,2.986453°E | RI-51-0001889 | Carregueu una nova foto d'aquest monument |
| Cova de Can Corem / Sa Pleta                                             | Monument arqueològic | Campos                                                    | 39° 27′ 03″ N, 2° 59′ 38″ E / 39.450698°N,2.994026°E | RI-51-0001890 | Carregueu una nova foto d'aquest monument |
| Resta prehistòrica de Ca n'Estela                                        | Monument arqueològic | Campos                                                    | 39° 22′ 33″ N, 2° 57′ 51″ E / 39.375760°N,2.964078°E | RI-51-0001891 | Carregueu una nova foto d'aquest monument |
| Sa Canova. Hort d'en Bet                                                 | Monument arqueològic | Campos                                                    | 39° 21′ 03″ N, 3° 00′ 54″ E / 39.350958°N,3.014925°E | RI-51-0001892 | Carregueu una nova foto d'aquest monument |
| Sa Canoveta                                                              | Monument arqueològic | Campos                                                    | 39° 21′ 44″ N, 3° 01′ 10″ E / 39.362211°N,3.019571°E | RI-51-0001893 | Carregueu una nova foto d'aquest monument |
| Cova de ses Comunes / Cova de sa Comuna                                  | Monument arqueològic | Campos                                                    | 39° 26′ 28″ N, 3° 00′ 44″ E / 39.441047°N,3.012283°E | RI-51-0001894 | Carregueu una nova foto d'aquest monument |
| Cova de ses Comunes / Son Robat                                          | Monument arqueològic | Campos                                                    |                                                      | RI-51-0001895 | Carregueu una nova foto d'aquest monument |
| Cova de ses Comunes / Na Llarga de n'Oliver                              | Monument arqueològic | Campos                                                    |                                                      | RI-51-0001896 | Carregueu una nova foto d'aquest monument |
| Cova des Figueral / Ses Cases                                            | Monument arqueològic | Campos                                                    |                                                      | RI-51-0001897 | Carregueu una nova foto d'aquest monument |
| Cova des Figueral / Sa Pleta                                             | Monument arqueològic | Campos                                                    |                                                      | RI-51-0001898 | Carregueu una nova foto d'aquest monument |
| Cova des Figueral / Es Turó                                              | Monument arqueològic | Campos                                                    | 39° 23′ 26″ N, 3° 04′ 43″ E / 39.390480°N,3.078582°E | RI-51-0001899 | Carregueu una nova foto d'aquest monument |
| Cova des Figueral / Tanca d'en Benavent                                  | Monument arqueològic | Campos                                                    | 39° 23′ 57″ N, 3° 03′ 56″ E / 39.399139°N,3.065689°E | RI-51-0001900 | Carregueu una nova foto d'aquest monument |
| Cova des Figueral / Cova d'en Verdera                                    | Monument arqueològic | Campos                                                    |                                                      | RI-51-0001901 | Carregueu una nova foto d'aquest monument |
| Cova des Figueral / Cova de sa Partió                                    | Monument arqueològic | Campos                                                    |                                                      | RI-51-0001902 | Carregueu una nova foto d'aquest monument |
| Talaiot de Lloquet                                                       | Monument arqueològic | Campos                                                    |                                                      | RI-51-0001903 | Carregueu una nova foto d'aquest monument |
| Cova des Ravellar / Darrera ses cases                                    | Monument arqueològic | Campos                                                    | 39° 25′ 30″ N, 2° 58′ 29″ E / 39.425105°N,2.974858°E | RI-51-0001904 | Carregueu una nova foto d'aquest monument |
| Cova des Ravellar / Es Figueral                                          | Monument arqueològic | Campos                                                    | 39° 25′ 35″ N, 2° 58′ 30″ E / 39.426457°N,2.975102°E | RI-51-0001905 | Carregueu una nova foto d'aquest monument |
| Cova des Ravellaret / Pleta de ses Cases                                 | Monument arqueològic | Campos                                                    | 39° 25′ 47″ N, 2° 57′ 58″ E / 39.429789°N,2.966026°E | RI-51-0001906 | Carregueu una nova foto d'aquest monument |
| Habitació prehistòrica des Ravellaret / Pinar des Cuitor                 | Monument arqueològic | Campos                                                    | 39° 25′ 49″ N, 2° 57′ 51″ E / 39.430329°N,2.964050°E | RI-51-0001907 | Carregueu una nova foto d'aquest monument |
| Conjunt prehistòric de ses Sitjoles / Can Jaume des Pleto                | Monument arqueològic | Campos                                                    | 39° 24′ 35″ N, 2° 56′ 58″ E / 39.409689°N,2.949541°E | RI-51-0001908 | Carregueu una nova foto d'aquest monument |
| Talaiot de Son Amer / Son Baco / Es Cuitor                               | Monument arqueològic | Campos                                                    | 39° 22′ 59″ N, 3° 02′ 08″ E / 39.383113°N,3.035600°E | RI-51-0001909 | Carregueu una nova foto d'aquest monument |
| Cova de Son Baco / Ses Cases                                             | Monument arqueològic | Campos                                                    | 39° 22′ 55″ N, 3° 02′ 09″ E / 39.381851°N,3.035727°E | RI-51-0001910 | Carregueu una nova foto d'aquest monument |
| Cova de Son Amer / Ses Cases                                             | Monument arqueològic | Campos                                                    |                                                      | RI-51-0001911 | Carregueu una nova foto d'aquest monument |
| Cova de Son Amer / Sa Pleta                                              | Monument arqueològic | Campos                                                    | 39° 22′ 50″ N, 3° 03′ 03″ E / 39.380503°N,3.050705°E | RI-51-0001912 | Carregueu una nova foto d'aquest monument |
| Conjunt de sitjots de Son Barbut Vell / Es Cuitor de sa Talaia           | Monument arqueològic | Campos                                                    | 39° 26′ 17″ N, 3° 03′ 57″ E / 39.438065°N,3.065969°E | RI-51-0001913 | Carregueu una nova foto d'aquest monument |
| Cova de Son Bardissa / Ses Cases                                         | Monument arqueològic | Campos                                                    | 39° 27′ 14″ N, 3° 02′ 20″ E / 39.453755°N,3.038786°E | RI-51-0001914 | Carregueu una nova foto d'aquest monument |
| Cova de Son Bardissa / Sa Pleta                                          | Monument arqueològic | Campos                                                    | 39° 27′ 14″ N, 3° 02′ 20″ E / 39.453755°N,3.038786°E | RI-51-0001915 | Carregueu una nova foto d'aquest monument |
| Resta prehistòrica de Son Bennasser / Ses Serralleres                    | Monument arqueològic | Campos                                                    | 39° 24′ 02″ N, 3° 05′ 16″ E / 39.400485°N,3.087757°E | RI-51-0001916 | Carregueu una nova foto d'aquest monument |
| Resta prehistòrica de Son Bernadí. Ses Talaies                           | Monument arqueològic | Campos                                                    | 39° 27′ 53″ N, 3° 01′ 01″ E / 39.464754°N,3.017042°E | RI-51-0001917 | Carregueu una nova foto d'aquest monument |
| Cova de Son Bernadinet / Sa Pleta                                        | Monument arqueològic | Campos                                                    | 39° 27′ 37″ N, 3° 01′ 08″ E / 39.460167°N,3.018785°E | RI-51-0001918 | Carregueu una nova foto d'aquest monument |
| Cova de Son Blanc / Ses Cases                                            | Monument arqueològic | Campos                                                    | 39° 27′ 22″ N, 3° 01′ 54″ E / 39.456100°N,3.031685°E | RI-51-0001919 | Carregueu una nova foto d'aquest monument |
| Son Blanc / Ses Pletes                                                   | Monument arqueològic | Campos                                                    | 39° 27′ 24″ N, 3° 01′ 54″ E / 39.456731°N,3.031686°E | RI-51-0001920 | Carregueu una nova foto d'aquest monument |
| Poblat de Son Catlar / Es Cap Sol                                        | Monument arqueològic | Campos                                                    | 39° 23′ 53″ N, 2° 58′ 49″ E / 39.397984°N,2.980338°E | RI-51-0001921 | Carregueu una nova foto d'aquest monument |
| Son Catlar de Dalt / Es Tancat Vell                                      | Monument arqueològic | Campos                                                    | 39° 22′ 51″ N, 2° 57′ 17″ E / 39.380857°N,2.954799°E | RI-51-0001922 | Carregueu una nova foto d'aquest monument |
| Restes prehistòriques de Son Catlar Nou / Sa Talaia                      | Monument arqueològic | Campos                                                    |                                                      | RI-51-0001923 | Carregueu una nova foto d'aquest monument |
| Conjunt prehistòric de Son Catlar Nou / Sa Màniga                        | Monument arqueològic | Campos                                                    | 39° 22′ 29″ N, 2° 57′ 14″ E / 39.374828°N,2.953874°E | RI-51-0001924 | Carregueu una nova foto d'aquest monument |
| Conjunt prehistòric de Son Catlar Nou / Sa Marina, SE                    | Monument arqueològic | Campos                                                    | 39° 22′ 25″ N, 2° 57′ 09″ E / 39.373476°N,2.952470°E | RI-51-0001925 | Carregueu una nova foto d'aquest monument |
| Conjunt prehistòric de Son Catlar Nou / Sa Marina, central               | Monument arqueològic | Campos                                                    |                                                      | RI-51-0001926 | Carregueu una nova foto d'aquest monument |
| Conjunt prehistòric de Son Catlar Nou / Sa Marina, NO                    | Monument arqueològic | Campos                                                    |                                                      | RI-51-0001927 | Carregueu una nova foto d'aquest monument |
| Son Cella. Pleta de sa Cova                                              | Monument arqueològic | Campos                                                    | 39° 23′ 18″ N, 2° 57′ 39″ E / 39.388248°N,2.960821°E | RI-51-0001928 | Carregueu una nova foto d'aquest monument |
| Cova de Son Catlar Nou / Es Mitjà de sa Cova                             | Monument arqueològic | Campos                                                    | 39° 22′ 47″ N, 2° 58′ 01″ E / 39.379608°N,2.966863°E | RI-51-0001929 | Carregueu una nova foto d'aquest monument |
| Restes prehistòriques de Son Cosmet / S'Estable                          | Monument arqueològic | Campos                                                    | 39° 25′ 26″ N, 2° 59′ 49″ E / 39.424027°N,2.996933°E | RI-51-0001930 | Carregueu una nova foto d'aquest monument |
| Cova de Son Cosmet                                                       | Monument arqueològic | Campos                                                    | 39° 25′ 23″ N, 2° 59′ 47″ E / 39.423035°N,2.996364°E | RI-51-0001931 | Carregueu una nova foto d'aquest monument |
| Cova de Son Cosmet / Cova des Esveits                                    | Monument arqueològic | Campos                                                    | 39° 24′ 27″ N, 3° 00′ 06″ E / 39.407627°N,3.001580°E | RI-51-0001932 | Carregueu una nova foto d'aquest monument |
| Cova de Son Coves / Es Morro                                             | Monument arqueològic | Campos                                                    | 39° 21′ 13″ N, 3° 02′ 07″ E / 39.353557°N,3.035365°E | RI-51-0001933 | Carregueu una nova foto d'aquest monument |
| Cova de Son Fadrinet                                                     | Monument arqueològic | Campos                                                    |                                                      | RI-51-0001934 | Carregueu una nova foto d'aquest monument |
| Cova de Son Fadrinet / Cova d'en Francina                                | Monument arqueològic | Campos                                                    | 39° 26′ 16″ N, 3° 04′ 19″ E / 39.437881°N,3.072000°E | RI-51-0001935 | Carregueu una nova foto d'aquest monument |
| Cova de Son Fullana / Sa Pleta                                           | Monument arqueològic | Campos                                                    | 39° 24′ 46″ N, 3° 01′ 14″ E / 39.412671°N,3.020514°E | RI-51-0001936 | Carregueu una nova foto d'aquest monument |
| Cova de Son Garau / Ses Pedreres                                         | Monument arqueològic | Campos                                                    | 39° 27′ 25″ N, 3° 03′ 37″ E / 39.457080°N,3.060164°E | RI-51-0001937 | Carregueu una nova foto d'aquest monument |
| Cova de Son Ginard Nou / Tanca de n'Alou                                 | Monument arqueològic | Campos                                                    | 39° 25′ 11″ N, 3° 03′ 49″ E / 39.419594°N,3.063698°E | RI-51-0001938 | Carregueu una nova foto d'aquest monument |
| Restes prehistòriques de Son Marge Vell / Es Mirabons                    | Monument arqueològic | Campos                                                    | 39° 22′ 19″ N, 3° 01′ 38″ E / 39.372032°N,3.027247°E | RI-51-0001939 | Carregueu una nova foto d'aquest monument |
| Cova de Son Nicolau / Sa Pleta                                           | Monument arqueològic | Campos                                                    |                                                      | RI-51-0001940 | Carregueu una nova foto d'aquest monument |
| Cova de Son Nicolau / Cova d'en Rei                                      | Monument arqueològic | Campos                                                    |                                                      | RI-51-0001941 | Carregueu una nova foto d'aquest monument |
| Cova de Son Nicolau / Cova d'en Nadalet                                  | Monument arqueològic | Campos                                                    |                                                      | RI-51-0001942 | Carregueu una nova foto d'aquest monument |
| Cova de Son Nofret / Es Sestadors                                        | Monument arqueològic | Campos                                                    | 39° 27′ 19″ N, 2° 59′ 34″ E / 39.455303°N,2.992642°E | RI-51-0001943 | Carregueu una nova foto d'aquest monument |
| Cova de Son Nofret / Sa Pleta                                            | Monument arqueològic | Campos                                                    | 39° 27′ 39″ N, 2° 59′ 24″ E / 39.460970°N,2.990085°E | RI-51-0001944 | Carregueu una nova foto d'aquest monument |
| Son Oliver. Tanca de s'era                                               | Monument arqueològic | Campos                                                    | 39° 26′ 46″ N, 3° 03′ 23″ E / 39.446179°N,3.056447°E | RI-51-0001945 | Carregueu una nova foto d'aquest monument |
| Restes prehistòriques de Son Pau / Can Castellà / Pleta d'en Sordo       | Monument arqueològic | Campos                                                    | 39° 23′ 11″ N, 2° 57′ 29″ E / 39.386453°N,2.958162°E | RI-51-0001946 | Carregueu una nova foto d'aquest monument |
| Poblat de Son Perot / Pletó de Son Cuixa                                 | Monument arqueològic | Campos                                                    | 39° 24′ 08″ N, 2° 58′ 32″ E / 39.402308°N,2.975575°E | RI-51-0001947 | Carregueu una nova foto d'aquest monument |
| Habitacions prehistòriques de Son Perot / Tanca de Son Fum               | Monument arqueològic | Campos                                                    | 39° 23′ 59″ N, 2° 58′ 35″ E / 39.399614°N,2.976389°E | RI-51-0001948 | Carregueu una nova foto d'aquest monument |
| Cova de Son Rosselló / Es Pati de ses Cases                              | Monument arqueològic | Campos                                                    | 39° 28′ 00″ N, 3° 03′ 40″ E / 39.466541°N,3.061218°E | RI-51-0001949 | Carregueu una nova foto d'aquest monument |
| Cova de Son Rossinyol / Cova des Fum                                     | Monument arqueològic | Campos                                                    | 39° 27′ 30″ N, 3° 03′ 23″ E / 39.458263°N,3.056341°E | RI-51-0001950 | Carregueu una nova foto d'aquest monument |
| Cova de Son Salom / Sa Pleta                                             | Monument arqueològic | Campos                                                    |                                                      | RI-51-0001951 | Carregueu una nova foto d'aquest monument |
| Cova de Son Toni Amer / Sa Pleta / Tanca des Cuitor                      | Monument arqueològic | Campos                                                    | 39° 23′ 38″ N, 3° 02′ 30″ E / 39.393923°N,3.041761°E | RI-51-0001952 | Carregueu una nova foto d'aquest monument |
| Cova de Son Salom / Cova de ses Genetes                                  | Monument arqueològic | Campos                                                    |                                                      | RI-51-0001953 | Carregueu una nova foto d'aquest monument |
| Cova de Son Vela / Ses Cases                                             | Monument arqueològic | Campos                                                    |                                                      | RI-51-0001954 | Carregueu una nova foto d'aquest monument |
| Cova de Son Vic / Son Viquet                                             | Monument arqueològic | Campos                                                    | 39° 25′ 41″ N, 3° 04′ 40″ E / 39.428047°N,3.077683°E | RI-51-0001955 | Carregueu una nova foto d'aquest monument |
| Cova de Son Xorc / Coves de Ca n'Hereva                                  | Monument arqueològic | Campos                                                    | 39° 25′ 53″ N, 3° 04′ 30″ E / 39.431391°N,3.074910°E | RI-51-0001956 | Carregueu una nova foto d'aquest monument |
| Cova de Torre Marina / Ses Covetes                                       | Monument arqueològic | Campos                                                    |                                                      | RI-51-0001957 | Carregueu una nova foto d'aquest monument |
| Poblat murat de sa Vinyola / Ses Rotes Velles n. 1                       | Monument arqueològic | Campos                                                    | 39° 22′ 38″ N, 2° 56′ 45″ E / 39.377248°N,2.945733°E | RI-51-0001958 | Carregueu una nova foto d'aquest monument |
| Poblat murat de sa Vinyola / Ses Rotes Velles n. 2                       | Monument arqueològic | Campos                                                    | 39° 22′ 48″ N, 2° 56′ 49″ E / 39.380132°N,2.947008°E | RI-51-0001959 | Carregueu una nova foto d'aquest monument |
| Poblat murat de sa Vinyola / Ses Rotes Velles n. 3                       | Monument arqueològic | Campos                                                    | 39° 22′ 50″ N, 2° 56′ 27″ E / 39.380580°N,2.940866°E | RI-51-0001960 | Carregueu una nova foto d'aquest monument |
| Cova de sa Vinyola / Pati de ses Cases                                   | Monument arqueològic | Campos                                                    | 39° 23′ 36″ N, 2° 56′ 52″ E / 39.393288°N,2.947811°E | RI-51-0001961 | Carregueu una nova foto d'aquest monument |
| Cova de sa Vinyola / Cova Vella                                          | Monument arqueològic | Campos                                                    |                                                      | RI-51-0001962 | Carregueu una nova foto d'aquest monument |
| Cova de sa Vinyola / Cova Nova                                           | Monument arqueològic | Campos                                                    |                                                      | RI-51-0001963 | Carregueu una nova foto d'aquest monument |
| Cova de sa Vinyola / Cova de sa Cabana                                   | Monument arqueològic | Campos                                                    | 39° 23′ 09″ N, 2° 56′ 43″ E / 39.385817°N,2.945146°E | RI-51-0001964 | Carregueu una nova foto d'aquest monument |
| Cova de sa Vinyola / Cova de sa Marina                                   | Monument arqueològic | Campos                                                    |                                                      | RI-51-0001965 | Carregueu una nova foto d'aquest monument |